# Nord (Groenland)
Nord ligt in het uiterste noorden van Groenland op het schiereiland Kroonprins Christiaanland. De afstand tot de geografische noordpool is ongeveer 850 km. Er is een basis van de Deense defensie, die het hele jaar wordt bemand door vier Deense officieren. Gedurende de zomermaanden is er accommodatie voor 20 wetenschappers. Het is de op een na noordelijkste permanent bewoonde plaats ter wereld, na Alert.
| Maand                                                           | jan | feb | mrt | apr | mei | jun | jul | aug | sep | okt | nov | dec | Jaar |
| --------------------------------------------------------------- | --- | --- | --- | --- | --- | --- | --- | --- | --- | --- | --- | --- | ---- |
| Gemiddeld maximum (°C)                                          | −27 | −26 | −27 | −18 | −2  | 3,4 | 6   | 4   | −6  | −18 | −22 | −24 | −13  |
| Gemiddeld minimum (°C)                                          | −32 | −32 | −33 | −23 | −12 | −1  | 1   | 1   | −10 | −21 | −27 | −29 | −18  |
| Bron: Engelse wikipediapagina over Nord (Groenland) (data 2007) |     |     |     |     |     |     |     |     |     |     |     |     |      |